# Pro rata temporis
Pro rata temporis è una locuzione latina che significa "in proporzione al tempo".
La locuzione è attualmente utilizzata:
- in ambito lavorativo per indicare una retribuzione commisurata al tempo di lavoro, e proporzionata alla retribuzione a tempo pieno
- in ambito contabile è utilizzata per indicare le voci di costo o di ricavo da imputare al bilancio sulla base dell'effettiva competenza economica, come nel caso dei ratei e risconti.
- in ambito previdenziale si intende la determinazione della pensione di vecchiaia utilizzando il metodo di calcolo misto ossia il metodo di calcolo retributivo fino ad una certa data ed il metodo di calcolo contributivo a capitalizzazione simulata sulla crescita per le anzianità maturate successivamente, fino al momento del pensionamento. Per gli iscritti all'AGO gestita dall'INPS, il metodo è stato introdotto dalla Riforma Dini e successivamente reso universale dalla Riforma delle pensioni Fornero.